# Supersonic (bài hát)
"Supersonic" là đĩa đơn đầu tay của ban nhạc rock người Anh Oasis do guitarist chính Noel Gallagher sáng tác. Ca khúc được phát hành thành đĩa đơn đầu tay của Oasis vào ngày 11 tháng 4 năm 1994 và sau đó xuất hiện trong album đầu tay của nhóm Definitely Maybe vào tháng 8 năm 1994.

## Đội ngũ thực hiện
Oasis
- Liam Gallagher – Hát, tambourine
- Noel Gallagher – Guitar chính, hát đệm
- Paul Arthurs – guitar rhythm
- Paul McGuigan – guitar bass
- Tony McCarroll – trống

Nhạc sĩ phụ
- Anthony Griffiths – hát đệm

## Danh sách bài
Tất cả các ca khúc được viết bởi Noel Gallagher. Thu và hòa âm bởi Dave Scott. Sản xuất bởi Mark Coyle.
| 7″ vinyl (CRE 176), đĩa cassette (CRECS 176) | 7″ vinyl (CRE 176), đĩa cassette (CRECS 176) | 7″ vinyl (CRE 176), đĩa cassette (CRECS 176) |
| STT                                          | Nhan đề                                      | Thời lượng                                   |
| -------------------------------------------- | -------------------------------------------- | -------------------------------------------- |
| 1.                                           | "Supersonic"                                 | 4:43                                         |
| 2.                                           | "Take Me Away"                               | 4:30                                         |
| Tổng thời lượng:                             | Tổng thời lượng:                             | 9:13                                         |

| 12″ vinyl (CRE 176T) | 12″ vinyl (CRE 176T)    | 12″ vinyl (CRE 176T) |
| STT                  | Nhan đề                 | Thời lượng           |
| -------------------- | ----------------------- | -------------------- |
| 1.                   | "Supersonic"            | 4:43                 |
| 2.                   | "Take Me Away"          | 4:30                 |
| 3.                   | "I Will Believe" (live) | 3:46                 |
| Tổng thời lượng:     | Tổng thời lượng:        | 12:59                |

| Đĩa CD (CRESCD 176) | Đĩa CD (CRESCD 176)           | Đĩa CD (CRESCD 176) |
| STT                 | Nhan đề                       | Thời lượng          |
| ------------------- | ----------------------------- | ------------------- |
| 1.                  | "Supersonic"                  | 4:43                |
| 2.                  | "Take Me Away"                | 4:30                |
| 3.                  | "I Will Believe" (live)       | 3:46                |
| 4.                  | "Columbia" (white label demo) | 5:25                |
| Tổng thời lượng:    | Tổng thời lượng:              | 18:24               |

| EP kép mặt A ở Nhật (ESCA 6025) | EP kép mặt A ở Nhật (ESCA 6025) | EP kép mặt A ở Nhật (ESCA 6025) |
| STT                             | Nhan đề                         | Thời lượng                      |
| ------------------------------- | ------------------------------- | ------------------------------- |
| 1.                              | "Supersonic"                    | 4:43                            |
| 2.                              | "Shakermaker"                   | 5:08                            |
| 3.                              | "Columbia" (white label demo)   | 5:25                            |
| 4.                              | "Alive" (8-track demo)          | 3:56                            |
| 5.                              | "D'Yer Wanna Be a Spaceman?"    | 2:41                            |
| 6.                              | "I Will Believe" (live)         | 3:46                            |
| Tổng thời lượng:                | Tổng thời lượng:                | 25:38                           |

## Xếp hạng
| Chart (1994–95)                      | Vị trí cao nhất |
| ------------------------------------ | --------------- |
| Anh Quốc (OCC)                       | 31              |
| Hoa Kỳ Alternative Songs (Billboard) | 11              |